# Mertcan Çam
Mertcan Çam (* 16. November 1995 in Trabzon) ist ein türkischer Fußballspieler.

## Karriere
Çam begann mit dem Vereinsfußball 2008 in der Jugendabteilung von Trabzonspor, dem Verein seiner Heimatstadt Trabzon. Im Sommer 2014 erhielt er bei diesem Klub einen Profivertrag, spielte aber weiterhin für die Reservemannschaft des Klubs. Gegen Ende der Hinrunde der Saison 2014/15 wurde er vom Cheftrainer Ersun Yanal auch am Training der Profis beteiligt und im Pokalspiel vom 25. Dezember 2014 gegen Manisaspor eingesetzt. Etwa einen Monat später gab Çam auch sein Erstligadebüt.
Für die Rückrunde der Saison 2015/16 lieh ihn sein Verein an den Zweitligisten Şanlıurfaspor aus.